# Agalinis neoscotica
Agalinis neoscotica là loài thực vật có hoa thuộc họ Cỏ chổi. Loài này được (Greene) Fernald mô tả khoa học đầu tiên năm 1921.